# Дженнінгс (Оклахома)
Дженнінгс (англ. Jennings) — місто (англ. town) в США, в окрузі Поні штату Оклахома. Населення — 280 осіб (2020).

## Географія
Дженнінгс розташований за координатами 36°10′56″ пн. ш. 96°34′8″ зх. д. / 36.18222° пн. ш. 96.56889° зх. д. (36.182294, -96.568977).  За даними Бюро перепису населення США в 2010 році місто мало площу 1,42 км², уся площа — суходіл.

## Демографія
Згідно з переписом 2010 року, у місті мешкали 363 особи в 152 домогосподарствах у складі 101 родини. Густота населення становила 255 осіб/км².  Було 194 помешкання (136/км²).
Расовий склад населення:
| - 81,3 % — білих - 12,9 % — корінних американців - 0,3 % — азіатів |

До двох чи більше рас належало 5,5 %. Частка іспаномовних становила 0,6 % від усіх жителів.
За віковим діапазоном населення розподілялося таким чином: 24,0 % — особи молодші 18 років, 60,8 % — особи у віці 18—64 років, 15,2 % — особи у віці 65 років та старші. Медіана віку мешканця становила 41,2 року. На 100 осіб жіночої статі у місті припадало 109,8 чоловіків;  на 100 жінок у віці від 18 років та старших — 107,5 чоловіків також старших 18 років.
Середній дохід на одне домашнє господарство  становив 37 272 долари США (медіана — 25 556), а середній дохід на одну сім'ю — 48 181 долар (медіана — 34 000). За межею бідності перебувало 30,0 % осіб, у тому числі 48,3 % дітей у віці до 18 років та 11,1 % осіб у віці 65 років та старших.
Цивільне працевлаштоване населення становило 79 осіб. Основні галузі зайнятості: виробництво — 25,3 %, транспорт — 17,7 %, освіта, охорона здоров'я та соціальна допомога — 17,7 %.